# Brasil nos Jogos Paralímpicos de Verão de 2004
O Brasil participou dos Jogos Paraolímpicos de Verão de 2004, em Atenas, nos Grécia. O país estreou nos Jogos em 1972 e esta foi sua IXª participação.
A delegação brasileira enviou 98 atletas (21 mulheres e 78 homens) para esta Paraolímpiadas, o que representou 34 atletas a mais do que em Sydney 2000.

## Medalhistas
| Atleta                                                    | Modalidade   | Prova                          | Medalha |
| --------------------------------------------------------- | ------------ | ------------------------------ | ------- |
| Clodoaldo Silva                                           | Natação      | 100m livre S4                  | Ouro    |
| Antônio Tenório                                           | Judô         | Até 100 kg                     | Ouro    |
| Antônio Delfino                                           | Atletismo    | 200m T46                       | Ouro    |
| André Garcia                                              | Atletismo    | 200m T13                       | Ouro    |
| Ádria Santos                                              | Atletismo    | 100m T11                       | Ouro    |
| Clodoaldo Silva                                           | Natação      | 200m S4                        | Ouro    |
| Antônio Delfino                                           | Atletismo    | 400m T46                       | Ouro    |
| Clodoaldo Silva                                           | Natação      | 50m borboleta S4               | Ouro    |
| Clodoaldo Silva                                           | Natação      | 150m medley SM4                | Ouro    |
| Fabiana Sugimori                                          | Natação      | 50m livre S11                  | Ouro    |
| Clodoaldo Silva                                           | Natação      | 50m livre S4                   | Ouro    |
| Adriano Lima Clodoaldo Silva Francisco Avelino Luis Silva | Natação      | Revezamento 4x50 medley 20 pts | Ouro    |
| Brasil                                                    | Futebol de 5 | Cegos                          | Ouro    |
| Eduardo Paes Barreto Amaral                               | Judô         | até 73 kg                      | Prata   |
| Edênia Garcia                                             | Natação      | 50m costas S4                  | Prata   |
| Odair Ferreira dos Santos                                 | Atletismo    | 1500m T12                      | Prata   |
| Ádria Santos                                              | Atletismo    | 200m T11                       | Prata   |
| Ivanildo Vasconcelos                                      | Natação      | 100m nado peito SB4            | Prata   |
| Clodoaldo Silva Joon Sok Seo Luis Silva Adriano Lima      | Natação      | Revezamento 4x50m livre        | Prata   |
| Odair Ferreira dos Santos                                 | Atletismo    | 5000m T12                      | Prata   |
| Brasil                                                    | Futebol de 7 | Paralisados cerebrais          | Prata   |
| André Garcia                                              | Atletismo    | 100m rasos T13                 | Prata   |
| Ádria Santos                                              | Atletismo    | 400m rasos T12                 | Prata   |
| Gilson dos Anjos                                          | Atletismo    | 800m T13                       | Prata   |
| Daniele Bernardes Silva                                   | Judô         | Até 57 kg                      | Bronze  |
| Maria José Alves                                          | Atletismo    | 200m T12                       | Bronze  |
| Maria José Alves                                          | Atletismo    | 100m T12                       | Bronze  |
| Francisco Avelino                                         | Natação      | 100m nado peito SB4            | Bronze  |
| Terezinha Guilhermina                                     | Atletismo    | 400m rasos T12                 | Bronze  |
| Odair dos Santos                                          | Atletismo    | 800m rasos T12                 | Bronze  |
| Ozivam Bonfim                                             | Atletismo    | 5000m T46                      | Bronze  |